# نهائي كأس مصر 2025
نهائي كأس مصر 2025 هي المباراة الختامية لتحديد الفريق الفائز في النسخة الثالثة والتسعين من بطولة كأس مصر 2024–25 لكرة القدم التي تلعب بنظام خروج المغلوب، وينظمها الاتحاد المصري لكرة القدم. قرر مجلس إدارة الاتحاد المصري لكرة القدم إقامة المباراة النهائية لبطولة كأس مصر بين فريقي بيراميدز والزمالك يوم 05 يونيو 2025 في استاد القاهرة. بعد تغير موعده المحدد إقامة سابقاً في 20 مايو 2025،  تُوّج فريق الزمالك ببطولة كأس مصر، بعد فوزه على فريق بيراميدز بركلات الترجيح بنتيجة (8-7)، بعد تعادل الفريقين في الوقتين الأصلي والإضافي للمباراة بهدف لكل منهما، لتحسم ركلات الترجيح الفوز للزمالك ميحقق البطولة التاسعة والعشرين في تاريخه.
تعتبر هذه المواجهة الثانية بينهما في نهائي البطولة، بعد فوز نادي الزمالك باللقب في نهائي كأس مصر 2019.
تمكن حامل اللقب النسخة الماضية نادي بيراميدز من التأهل إلى المباراة النهائية لمسابقة كأس مصر بعد تخطيه نادي البنك الأهلي في نصف نهائي البطولة بنتيجة أربعة أهداف دون مقابل. وتقدم في الدقيقة 14 عن طريق فيستون مايلي، قبل أن يضيف زميله أحمد عاطف الهدف الثاني في الدقيقة 18 من الشوط الأول. عزز بلاتي توريه تقدم الفريق بإحرازه الهدف الثالث لبيراميدز في الدقيقة 25، قبل أن ينهي زميله رمضان صبحي حصيلة المباراة بهدف رابع من ركلة جزاء في الدقيقة 68 من الشوط الثاني.
حجز نادي الزمالك موعداً مع النهائي بعد فوزه على نادي سيراميكا كليوباترا بنتيجة هدفين مقابل هدف، جاء تقدمه عن طريق عبد الله السعيد من ضربة جزاء في الدقيقة 33، حيث احتسبها الحكم عقب تعرضه لعرقلة داخل منطقة الجزاء، ليمنح فريقه الأفضلية. مع الأفضلية الفنية لنادي سيراميكا كليوباترا استمرت بوادره الهجومية ونجح في تسجيل هدف التعادل عن طريق أيمن سعد في الدقيقة 58 بعدما تلقى تمريرة من الجهة اليمنى من إسلام عيسى ليضع الكرة في الشباك، تحصل نادي الزمالك على ضربة جزائية ثانية تحصل عليها عبد الله السعيد لاعب الزمالك ركلة جزاء لصالح فريقه أمام سيراميكا في الدقيقة 52 من عمر المباراة ولكن أهدرها خارج المرمى، مع قرب نهاية المباراة وفي الدقيقة الأخيرة من الوقت الأصلي للشوط الثاني، نجح الزمالك في تسجيل الهدف الثاني عن طريق أحمد مصطفى زيزو محرزاً هدف التأهل للنهائي، بعدما انطلق بالكرة داخل منطقة جزاء سيراميكا كليوباترا، سكنت يسار شباك حارس مرمى سيراميكا كليوباترا محمد بسام.
يدخل نادي الزمالك نهائي البطولة على أمل تحقيق اللقب للمرة 29 في تاريخه والأول منذ موسم 2020-2021 حين تفوق على غريمه التقليدي الأهلي. فيما يطمح نادي بيراميدز في تحقيق اللقب الثاني له حيث سبق وأن توج باللقب الموسم الماضي بفوزه على نادي زد. تعتبر هذه المواجهة هي المرة الرابعة لنادي بيراميدز التي يصل فيها إلى نهائي كأس مصر في تاريخه.

## عن الفريقين
| الفريق   | التتويج | المشاركات السابقة في النهائيات (الخط الغليظ للأرقام يشير لسنة التتويج باللقب) |
| -------- | ------- | --- |
| الزمالك  | 28      | 42 (1922، 1928، 1931، 1932، 1934، 1935، 1938، 1941، 1942، 1943، 1944، 1948، 1949، 1952، 1953، 1955، 1957، 1958، 1959، 1960، 1962، 1963، 1975، 1977، 1978، 1979، 1988، 1992، 1999، 2002، 2006، 2007، 2008، 2011، 2013، 2014، 2015، 2016، 2018، 2019، 2021، 2023) |
| بيراميدز | 1       | 3 (2019، 2022، 2024) |

## خلفية
يدخل نادي الزمالك المباراة نهائي كأس مصر متفوقُا في تاريخ المواجهات مع نادي بيراميدز، حيث التقى الفريقين في 23 مباراة، على المستوى المباريات الرسمية والودية. أربع مباريات بين الزمالك وفريق "بيراميدز" تحت مسمى الأسيوطي سبورت في الدوري موسم 2014-15 وموسم 2017-18، بعد تغيير الاسم الفريق إلى بيراميدز تواجه الفريقين في تسع عشر مباراة، ثماني عشر مواجهة ضمن مسابقة الدوري المصري، ثلاث مباريات في كأس مصر، مباراة في السوبر المصري ومباراة ودية واحدة، أحرز نادي الزمالك خلالها 35 هدفًا،
فيما تمكن نادي بيراميدز من تسجيل 23 هدفًا.
حقق نادي الزمالك فوز في 10 مباريات، تسعة مواجهات في مسابقة الدوري المصري ومواجهة نهائي كأس مصر 2019، فيما حقق نادي بيراميدز الفوز في أربع مباريات (ثلاث مباريات في مسابقة الدوري ومباراة ودية واحدة)، حقق فوزه الأول على نادي الزمالك ضمن مواجهات الجولة 26 من مسابقة الدوري المصري الممتاز لكرة القدم، التي جمعتهما يوم 23 أبريل 2019 على استاد الدفاع الجوي. خلال هذا الموسم انتهت مواجهة الفريقين في الجولة الحادية عشرة ضمن مسابقة الدوري المصري لصالح نادي بيراميدز بثلاثة أهداف دون مقابل. في آخر مواجهة بينهما فاز نادي بيراميدز على نظيره الزمالك بهدف دون رد، في المباراة التي أقيمت على ستاد القاهرة الدولي، ضمن منافسات الجولة السادسة من المرحلة النهائية لبطولة الدوري الممتاز، أحرز هدف نادي بيراميدز، إبراهيم عادل في الدقيقة 21 من الشوط الأول، بعد استغلال خطأ حارس الزمالك محمد عواد الذي فشل في إمساك الكرة بعد عرضية اللاعب محمود مرعي، ومن ثم سقطت ليستغل إبراهيم عادل الفرصة المتاحة وحول الكرة الساقطة داخل خط السنة لشباك مرمى الزمالك.
فيما حضر التعادل في تسعة مواجهات مباريات، ستة مواجهات في مسابقة الدوري المصري، تعادل في مواجهتين ضمن مسابقة كأس مصر عام 2022 تجاوزها نادي بيراميدز بركلات الترجيح بنتيجة (3-4) في نصف نهائي كأس السوبر المصري. وعام 2023 تجاوزها نادي الزمالك بركلات الترجيح بنتيجة (4-3) في نصف نهائي كأس السوبر المصري، وحالة تعادل واحد ضمن مواجهة نصف نهائي كأس السوبر المصري 2024 تجاوزها نادي الزمالك بركلات الترجيح بنتيجة (5-4).

## الطريق إلى النهائي
| الخصم                                                                       | النتيجة      | مراحل المسابقة | الخصم           | النتيجة |
| نادي أبو قير للأسمدة                                                        | 2–0          | دور 32         | المنصورة        | 3–0     |
| مودرن سبورت                                                                 | 2–1 (ب.و.إ.) | دور 16         | المقاولون العرب | 2–0     |
| سموحة                                                                       | 4–2          | ربع النهائي    | إنبي            | 2–1     |
| سيراميكا كليوباترا                                                          | 2–1          | نصف النهائي    | البنك الأهلي    | 4–0     |
| ملاحظة: تشير الرموز (د) = داخل الديار ; (خ) = خارج الديار; (م) = ملعب محايد |              |                |                 |         |

## ما قبل المباراة

### أزمة إدارة نادي الزمالك مع نجم الفريق زيزو

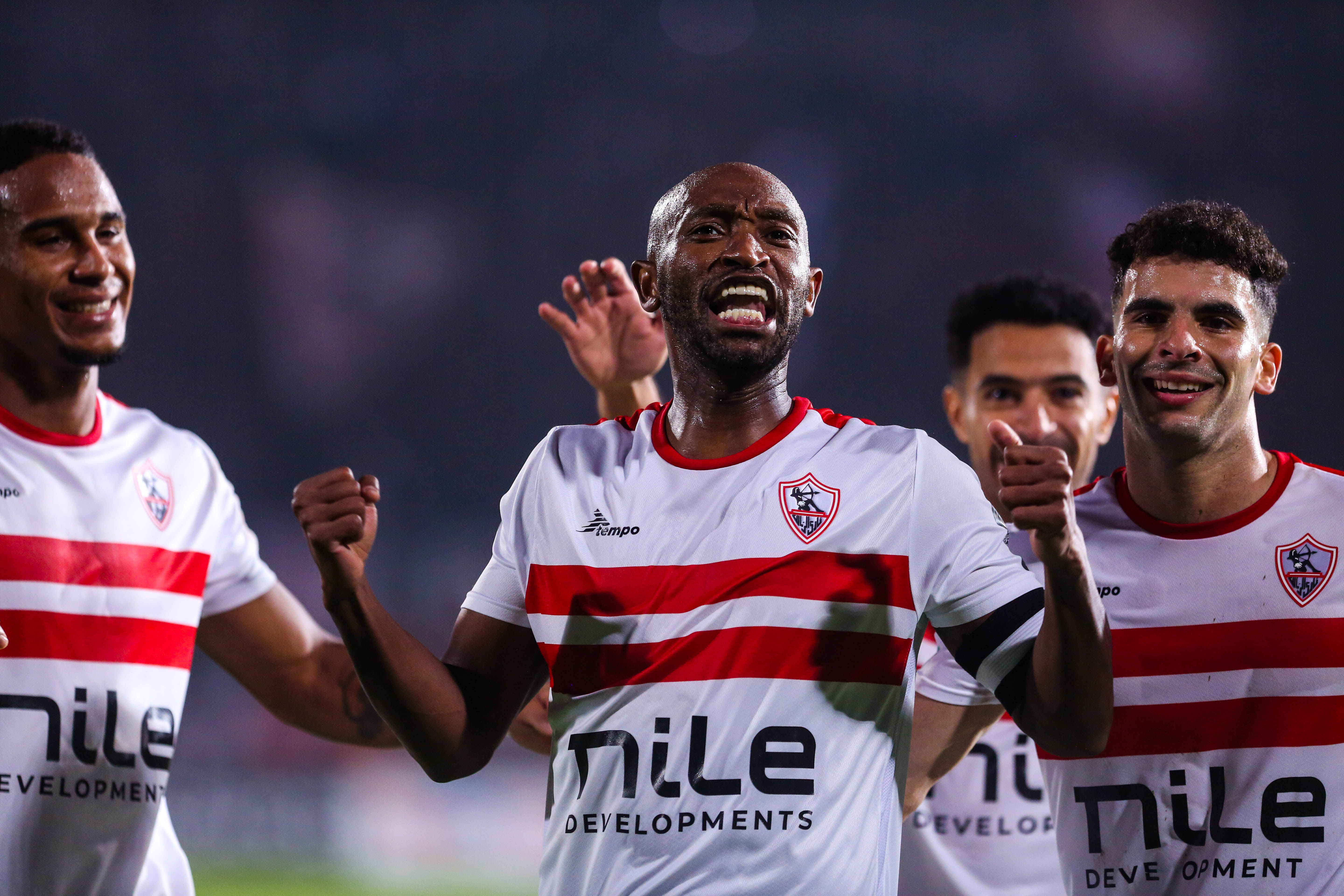
زيزو نجم الزمالك (الأول يمين الصورة) شيكابالا وسيف الدين الجزيري ويقف خلفهم عمر جابر عام 2021.

يمر نادي الزمالك فترة حصاد الموسم الرياضي 2024–25 بفترة صعبة مع تصاعد أزمة مفاوضات تجديد نجم نادي الزمالك أحمد سيد زيزو، آثرت الأزمة غضب جماهير الزمالك التي ترى في «زيزو» نجم للفريق وأفضل لاعب في الدوري المصري، خصوصاً بعد دوره الحاسم في تأهل الفريق لنهائي كأس مصر بهدفه أمام سيراميكا كليوباترا، أدت الأزمة أدت إلى انقسام بين مؤيدين لعقوبة «زيزو»، وآخرين يرون أن استبعاده يُضعف الفريق في مرحلة حرجة. الأزمة التي على آثرها قررت إدارة النادي استبعاد اللاعب من قائمة الفريق لمباراة ستيلينبوش الجنوب أفريقي، إذ ودّع الكونفدرالية الأفريقية من ربع النهائي أمام ستيلينبوش الجنوب أفريقي، وخرج الفريق من كأس عاصمة مصر، ما يجعل أزمة مفاوضات تجديد زيزو عبئاً إضافياً على الفريق. ويدفع الفريق لأن يضع آماله على نهائي كأس مصر أمام بيراميدز، وتصاعدت أزمة أحمد سيد «زيزو» أوائل أبريل 2025، بعد ظهور شائعات توقيعه مع النادي الأهلي للانتقال الحر لنادي مع اقتراب انتهاء عقده مع الزمالك بنهاية الموسم، الأمر الذي نفاه اللاعب زيزو في بيان أكد فيه عدم توقيعه لأى نادٍ سواء داخل أو خارج مصر، وأن له متأخرات مالية لدى النادي. وأعلن النادي في بيان عن وصول العلاقة بينه وبين اللاعب إلى طريق مسدود، ونهاية علاقته بالفريق عقب نهاية تعاقده. وقرار إحالته إلى التحقيق على خلفية التصريحات الإعلامية التي أدلى بها، وحملت إساءة لمجلس إدارة النادي والتى بها معلومات مغلوطة الهدف منها إثارة الجماهير ضد المجلس.
و زادت الأزمة بين النادي واللاعب بتغيب «زيزو» عن التدريبات والمباريات منذ 10 أبريل 2025، ما دفع إدارة النادي برئاسة حسين لبيب إلى إحالته للتحقيق بتهمة «التغيب غير المبرر» مع إرسال خطاب رسمي لإخطاره بجلسة تحقيق. في 29 أبريل 2025 أصدر نادى الزمالك بيانا رسمياً للرد على الإنذار الذى أرسله أحمد مصطفى زيزو لاعب الفريق إلى النادى بشأن مستحقاته المالية، ونافياً صحة كل ما ورد له من إنذارات قدمها اللاعب، ولا توجد أية مخاوف تبرر انقطاعه عن التدريب. وأن انقطاع اللاعب عن التدريب والمباريات يعتبر إخلالاً جسيماً بعقده من طرفه، ويُلحق أضراراً فادحة بالنادي ونتائجه في المسابقات، مع استمرار النادي في تطبيق الجزاءات المالية عليه وفقاً لبنود اللائحة، واتخاذ كافة الإجراءات القانونية التي تحفظ حقوق النادي. مطالباً اللاعب بتقديم إيضاح عمّا إذا كان قد قام بالفعل بالتوجه إلى سفارة لاستخراج تأشيرة للولايات المتحدة الأمريكية للمشاركة في مونديال الأندية.
عاد أحمد سيد «زيزو»، نجم الفريق الأول لكرة القدم بنادي الزمالك المصري، إلى تدريبات الفريق مساء يوم الأحد 04 مايو 2025، بعد غياب دام 26 يومًا عن مقر النادي. تأتي هذه العودة بعد فترة توتر حادة بين اللاعب وإدارة الزمالك، على خلفية تجديد العقد ومستحقات وتغيبه عن التدريبات، وسط شائعات قوية عن توقيعه للنادي الأهلي في صفقة انتقال حر بداية من صيف 2025.
أعلن مجلس إدارة نادي الزمالك يوم الأحد 01 يونيو 2025 إرسال خطابين إلى كل من الاتحاد المصري لكرة القدم ولجنة الانضباط، يستفسر فيهما عن سبب عدم التحقيق والفصل في الشكوى التي تقدم بها النادي منذ يوم 04 مايو 2025، بخصوص لاعبه أحمد مصطفى سيد زيزو و أكّد النادي في خطابيه أن عقد زيزو مع الزمالك ينتهي في 01 يوليو 2025. وطالب اتحاد الكرة ولجنة الانضباط بسرعة التحقيق في شكوى النادي وسرعة الفصل فيها قبل انتهاء تاريخ تعاقد "زيزو" مع النادي.

### إقالة بيسيرو
أعلنت إدارة نادي الزمالك اتفاق فك الارتباط بالتراضي بين الزمالك ومدربه البرتغالي جوزيه بيسيرو، بعد تراجع نتائجه واحتلاله المركز الثالث في ترتيب الدوري المصري لكرة القدم، ويخلفه المدير الفني أيمن الرمادي في تدريب الفريق حتى نهاية الموسم، تأتي هذه الخطوة بعد خرج الزمالك مع بيسيرو من بطولة كأس الاتحاد الإفريقي (الكونفيدرالية)، وبعد تراجع نتائجه، واحتلاله المركز الثالث برصيد 40 نقطة، في ترتيب الدوري المصري بفارق سبع نقاط عن بيراميدز المتصدر، وست نقاط خلف غريمه الأهلي.

## المباراة

### تفاصيل المباراة
لم يتواجد هداف نادي بيراميدز فيستون كالالا مايلي ضمن قائمة الفريق بسبب المشاركة في تصفيات أفريقيا مع المنتخب الكونغو  
| الزمالك | 1 – 1 (ب.و.إ.) | بيراميدز |
| --- | -------------- | --- |
| - منسي 77' |                | - عاطف 29' |
| ركلات الترجيح |                | |
| - حسام عبد المجيد - محمد شحاتة - محمود بنتايك - الونش - مصطفى شلبي - ناصر ماهر - ناصر منسي - مصطفى الزناري - أحمد فتوح - شيكابالا | 8–7            | - كريم حافظ - مصطفى فتحي - مروان حمدي - أحمد توفيق - يوسف أوباما - وليد الكرتي - أحمد سامي - بلاتي توريه - محمد حمدي شرف - علي جبر |

| الزمالك | بيراميدز |

|                |    | تشكيل الفريق:        |        |
| GK             | 16 | محمد صبحي            | 120+1' |
| RB             | 4  | عمر جابر (c)         | 89'    |
| CB             | 28 | محمود حمدي الونش     | 119'   |
| CB             | 5  | حسام عبد المجيد      |        |
| LB             | 13 | أحمد فتوح            |        |
| CM             | 17 | محمد شحاتة           |        |
| CM             | 8  | نبيل عماد 45+3'      | 46'    |
| AM             | 19 | عبد الله السعيد      | 84'    |
| RW             | 7  | مصطفى شلبي           |        |
| LW             | 12 | سيف جعفر             | 63'    |
| CF             | 9  | سيف الدين الجزيري    | 46'    |
| قائمة البدلاء: |    |                      |        |
| GK             | 1  | محمد عواد            | 120+1' |
| DF             | 6  | مصطفى الزناري        | 89'    |
| DF             | 15 | صلاح مصدق            |        |
| LB             | 3  | محمود بنتايك         | 63'    |
| MF             | 39 | محمد السيد محمد      |        |
| MF             | 22 | ناصر ماهر            | 46'    |
| MF             | 10 | شيكابالا             | 84'    |
| MF             | 31 | أحمد عبد الرحيم إيشو |        |
| FW             | 9  | ناصر منسي            | 46'    |
| المدرب:        |    |                      |        |
| أيمن الرمادي   |    |                      |        |

|                   |    | تشكيل الفريق:    |     |       |
| GK                | 1  | أحمد الشناوي (c) | 83' |       |
| RB                | 15 | محمد الشيبي 14'  | 90' |       |
| CB                | 3  | محمود مرعي       | 90' |       |
| CB                | 4  | أحمد سامي        |     |       |
| LB                | 21 | محمد حمدي شرف    |     |       |
| CM                | 18 | وليد الكرتي      |     |       |
| CM                | 14 | مهند لاشين       | 90' | 90+5' |
| CM                | 8  | بلاتي توريه 65'  |     |       |
| RW                | 30 | إبراهيم عادل     | 65' |       |
| LW                | 23 | أحمد عاطف قطة    | 65' |       |
| CF                | 19 | مروان حمدي       |     |       |
| قائمة البدلاء:    |    |                  |     |       |
| GK                | 22 | شريف إكرامي      | 83' |       |
| DF                | 12 | أحمد توفيق       | 90' |       |
| DF                | 5  | علي جبر          | 90' |       |
| LB                | 29 | كريم حافظ        | 65' |       |
| MF                | 20 | عبد الرحمن مجدي  |     |       |
| MF                | 11 | مصطفى فتحي       | 65' |       |
| MF                | 7  | يوسف أوباما      | 90' |       |
| FW                | 26 | محمد الجباس      |     |       |
| FW                | 27 | صديق أوجولا      |     |       |
| المدرب:           |    |                  |     |       |
| كرونوسلاف يورشيتش |    |                  |     |       |

| طاقم حكام المباراة النهائية: الحكام المساعدين: سامي هلهل يوسف البساطي الحكم الرابع: محمد يوسف حكم تقنية الفيديو: حسام عزب مساعد حكم تقنية الفيديو: أحمد توفيق طلب داعم مساعد حكم تقنية الفيديو : وائل فرحان | قواعد المباراة - مدة المباراة 90 دقيقة مقسمة إلى شوطين مدة كل شوط 45 دقيقة. - تلعب أشواط إضافية من 30 دقيقة مقسومة إلى شوطين مدة كل شوط 15 دقيقة. - تطبق قاعدة ركلات الجزاء الترجيحية في حال استمرار التعادل في الأشواط الإضافية. - تواجد تسعة لاعبين على مقاعد البدلاء. - خمسة تبديلات كحد أقصى، مع تبديل سادس مسموح به في الوقت الإضافي. - يتأهل الفائز بكأس مصر إلى كأس السوبر المصري 2024–25. |